# Francis Durbridge
Francis Durbridge, född 25 november 1912 i Kingston upon Hull  död 10 april 1998, brittisk deckarförfattare. Skapare av den populäre amatördetektiven Paul Temple.

## Biografi
Durbridge fick sin första radiopjäs, Promotion, antagen när han gick på Birmingham University. Under flera år lekte han med idén att skapa en detektiv som också var deckarförfattare. Först 1938 föll alla bitarna på plats och den första radioföljetongen, Send For Paul Temple, debuterade på BBC den 8 april samma år. Serien blev en omedelbar succé och en vecka efter sista avsnittet sänts hade radioföretaget fått 7 000 brev från lyssnare som krävde mer av samma vara. Och i november 1938 kunde följaktligen Paul Temple and the Front Page Men avlyssnas. Totalt blev det tjugoen Paul Temple-följetonger i brittisk radio, den sista 1968. Åtskilliga av dem har också översatts till svensk radioteater under 1950- och 60-talen.
Figuren Paul Temple är själv deckarförfattare, gift med den glamorösa frun Steve. Bland de återkommande personerna märks också Sir Graham Forbes och kommissarie Vosper som båda är knutna till Scotland Yard.
Durbridges berättarstil är ledig och luftig. Han gillar att överraska läsarna och sedan göra det om igen. Varje kapitel eller radioavsnitt slutar med att något spännande händer. Hans manus och böcker anses inte vara någon högre litteratur, inte ens bland deckarkritiker. Men de är lätta att ta till sig och appellerar därmed också till stora läsar- och lyssnarskaror. 
Paul Temple gjordes också som tecknad serie mellan 1951 och 1971 tecknad av Alfred Sindall, Bill Bailey och John Mcnamara. I Sverige har serien publicerats i tidningen Agent X9.
Durbridge skrev även TV-serier i samma stil som radioföljetongerna. Melissa och Halsduken är två exempel som också visats i svensk TV. Den senare finns även inspelad i en svensk version med bland andra Lars Ekborg, Tomas Bolme, Bengt Eklund och Tor Isedal i rollerna.
Många av BBC-dramatiseringarna av Paul Temple-följetongerna nedan finns utgivna på CD. 2006 började BBC göra nyinspelningar av de Paul Templeföljetonger som inte finns bevarade i originaltappning. Hittills har tre utkommit med Crawford Logan och Gerda Stevenson i huvudrollerna.

## Produktioner

### Radiopjäser/radioföljetonger
- Send for Paul Temple (1938)
- Paul Temple And The Front Page Men (1938)
- News of Paul Temple (1939)
- Paul Temple Intervenes (1942)
- Send for Paul Temple Again (1945)
- A Case for Paul Temple (1946)
- Paul Temple and the Gregory Affair (1946)
- Paul Temple and Steve (1947)
- Mr. and Mrs. Paul Temple (1947)
- Paul Temple and the Sullivan Mystery (1947)
- Paul Temple and the Curzon Case (1948)
- Paul Temple and the Madison Mystery (1949)
- Paul Temple and the Van Dyke Affair (1950)
- Paul Temple and the Jonathan Mystery (1951)
- Paul Temple and Steve Again (1953)
- Paul Temple and the Gilbert Case (1954)
- Paul Temple and the Madison Mystery (1955) (nyinspelning)
- Paul Temple and the Lawrence Affair (1956)
- Paul Temple and the Spencer (1957)
- Paul Temple and the Van Dyke Affair (1959) (nyinspelning)
- Paul Temple and the Conrad Case (1959)
- Paul Temple and the Gilbert Case (1959) (nyinspelning)
- Paul Temple and the Margot Mystery (1961)
- Paul Temple and the Jonathan Mystery (1963) (nyinspelning)
- Paul Temple and the Geneva Mystery (1965)
- Paul Temple and the Alex Affair (1968) (nyinspelning av Send For Paul Temple)
- Paul Temple and the Sullivan Mystery (2006) (nyinspelning av serien från 1947 som inte finns bevarad)
- Paul Temple and the Madison Mystery (2008) (nyinspelning av serien från 1949 som inte finns bevarad)
- Paul Temple and Steve (2010) (nyinspelning av serien från 1947 som inte finns bevarad)

#### Övriga radiopjäser/följetonger
- Promotion (1934)
- Information Received (1938)
- And Anthony Sherwood Laughed (1940)
- We Were Strangers (1940)
- Mr Hartington Died Tomorrow (1942)
- The Essential Heart (1943)
- Frewell Leicester Square (1943)
- Over My Dead Body (1945)
- John Washington Esquire (1949)
- What Do You Think? (1962)
- La Boutique (1967)

#### Paul Temple-romaner
- Send for Paul Temple (1938)
- Paul Temple and the Front Page Men (tillsammans med Charles Hatton) (1939)
- News of Paul Temple (1940) / På svenska: Dags för Paul Temple (1957)
- Paul Temple Intervenes (1944) / På svenska: Paul Temple griper in (1957)
- Send for Paul Temple Again!  (1948) / På svenska: Paul Temple kommer igen (1958)
- The Tyler Mystery (tillsammans med Douglas Rutherford) (1957) / På svenska: Fallet Tyler (1958), utgiven under författarnamnet Paul Temple
- East of Algiers (tillsammans med Douglas Rutherford) (1959)
- Paul Temple and the Kelby Affair (1970)
- Paul Temple and the Harkdale Robbery (1970)
- The Geneva Mystery (1971)
- The Curzon Case (1971)
- Paul Temple and the Margo Mystery (1986)
- Paul Temple and the Madison Case (1988)
- Paul Temple and the Conrad Case (1989)

#### Tim Frazer-romaner
- The World of Tim Frazer  (1962)
- Tim Frazer Again  (1964)
- Tim Frazer Gets the Message  (1978)

#### Övriga romaner
- Back Room Girl  (1950)
- Beware of Johnny Washington  (1951)
- Design for Murder  (1951)
- The Other Man  (1958) / På svenska: I de lugnaste vattnen... (1974)
- A Time of Day  (1959)
- The Scarf  (1960) / På svenska: Halsduken (1962)
- Portrait of Alison  (1962)
- My Friend Charles  (1963)
- Another Woman's Shoes  (1965)
- The Desperate People  (1966)
- Dead to the World  (1967)
- My Wife Melissa  (1967) / På svenska: Vem mördade Melissa? (1977)
- The Pig-Tail Murder  (1969)
- A Man Called Harry Brent  (1970)
- Bat out of Hell  (1972) / På svenska: Skjuten ur en kanon (1974)
- A Game of Murder  (1975)
- The Passenger  (1977)
- Breakaway  (1981)
- The Doll  (1982)
- House Guest (1982)
- Deadly Nightcap (1986)
- A Touch of Danger (1989)
- The Small Hours (1992)
- Sweet Revenge (1994)
- Fatal Encounter (2002)

### TV-serier
- The Broken Horseshoe (1952)
- Operation Dilomat (1952)
- The Teckman Biography (1953-54)
- Hemligheten F-109 (1954; The Teckman Mystery)
- Portrait Of Alison (1955)
- My Friend Charles (1956)
- The Other Man (1956)
- A Time Of Day (1957)
- Scotland Yard spelar och vinner (1957; The Vicious Circle)
- The Scarf (1959)
- The World Of Tim Frazer (1960-61)
- The Desperate People (1963)
- Melissa (1964)
- A Man Called Harry Brent (1965)
- Bat Out Of Hell (1966)
- Paul Temple (12 episoder) (1968-69)
- Paul Temple (52 episoder) (1969-71)
- The Passenger (1971)
- The Doll (1975)
- Breakaway (1980)

### Pjäser
- Suddenly At Home (1971)
- The Gentle Hook (1974)
- House Guest (1976)
- Murder With Love (1976)
- Deadly Nightcap (1983)
- A Touch Of Danger (1987)
- The Small Hours (1991)
- Sweet Revenge (1993)

### Filmografi
- Send For Paul Temple (1946)
- Kvinnan i grått (1948; Calling Paul Temple)
- Paul Temple och gäckande Z (1950; Paul Temple's Triumph)
- Paul Temple i dödsfara (1952; Paul Temple Returns)